# Eleições parlamentares europeias de 2009 (Lituânia)
As eleições parlamentares europeia de 2009 na Lituânia, realizaram-se a 7 de junho e, serviram para eleger os 12 deputados nacionais ao Parlamento Europeu.

## Resultados Nacionais
| Partido                 | Partido                                 | Votos     | %               | +/-   | Deputados | +/-     |
| ----------------------- | --------------------------------------- | --------- | --------------- | ----- | --------- | ------- |
|                         | União da Pátria - Democratas-Cristãos   | 147 756   | 26,16 / 100,00  | 10,83 | 4 / 12    | 2       |
|                         | Partido Social Democrata                | 102 347   | 18,12 / 100,00  | 3,69  | 3 / 12    | 1       |
|                         | Ordem e Justiça                         | 67 237    | 11,90 / 100,00  | 5,07  | 2 / 12    | 1       |
|                         | Partido Trabalhista                     | 48 368    | 8,56 / 100,00   | 21,60 | 1 / 12    | 4       |
|                         | Acção Eleitoral dos Polacos             | 46 293    | 8,20 / 100,00   | 2,49  | 1 / 12    | 1       |
|                         | Movimento Liberal                       | 40 502    | 7,17 / 100,00   | Novo  | 1 / 12    | Novo    |
|                         | União Liberal e de Centro               | 19 105    | 3,38 / 100,00   | 7,85  | 0 / 12    | 2       |
|                         | Partido do Centro                       | 17 004    | 3,01 / 100,00   | Novo  | 0 / 12    | Novo    |
|                         | União Social dos Conservadores Cristãos | 16 108    | 2,85 / 100,00   | 0,28  | 0 / 12    | Estável |
|                         | Partido Frente                          | 13 341    | 2,36 / 100,00   | Novo  | 0 / 12    | Novo    |
|                         | União Popular dos Camponeses            | 10 285    | 1,82 / 100,00   | 5,59  | 0 / 12    | 1       |
|                         | Partido Democrático Cívico              | 7 425     | 1,31 / 100,00   | Novo  | 0 / 12    | Novo    |
|                         | Partido Samogitian                      | 6 961     | 1,23 / 100,00   | Novo  | 0 / 12    | Novo    |
|                         | Partido da Ressurreição Nacional        | 5 717     | 1,01 / 100,00   | Novo  | 0 / 12    | Novo    |
|                         | Outros                                  | 1 568     | 0,28 / 100,00   |       | 0 / 12    |         |
| Votos Inválidos         | Votos Inválidos                         | 14 786    | 2,62 / 100,00   | 3,38  |           |         |
| Total                   | Total                                   | 564 803   | 100,00 / 100,00 |       | 12 / 12   | 1       |
| Eleitorado/Participação | Eleitorado/Participação                 | 2 692 397 | 20,98 / 100,00  | 27,34 |           |         |
| Fonte                   | Fonte                                   | [ 1 ]     | [ 1 ]           | [ 1 ] | [ 1 ]     | [ 1 ]   |